# كايل كرانستون
كايل كرانستون (بالإنجليزية: Kyle Cranston) هو منافس ألعاب قوى أسترالي، ولد في 3 سبتمبر 1992 في نيوساوث ويلز في أستراليا.

## وصلات خارجية
- كايل كرانستون على موقع الاتحاد الدولي لألعاب القوى (الإنجليزية)
- كايل كرانستون على موقع النتائج التاريخية لألعاب القوى الأسترالية (الإنجليزية)